# Seeing Spokane
Seeing Spokane è un cortometraggio muto del 1912. Il nome del regista non viene riportato nei credit del film prodotto dalla Selig Polyscope.

## Produzione
Il film fu prodotto dalla Selig Polyscope Company.

## Distribuzione
Distribuito dalla General Film Company, il film - un cortometraggio di 100 metri - uscì nelle sale cinematografiche statunitensi il 26 gennaio 1912. Nelle proiezioni, veniva programmato con il sistema dello split reel, accorpato in un'unica bobina con un altro cortometraggio prodotto dalla Selig, A Safe Proposition.